# Elmer Rice
Elmer Rice, född 28 september 1892 i New York, död 8 maj 1967 i Southampton, Hampshire, England, var en amerikansk författare och dramatiker.

## Biografi
Rice föddes som Elmer Leopold Reizenstein som sonson till en politisk aktivist från revolutionerna 1848 i Tyskland. Efter misslyckandet med de politiska omvälvningar, emigrerade denne till USA där han blev en affärsman. Han tillbringade större delen av sin pensionärstid med familjen Rice och utvecklatde en nära relation till sin sonson Elmer, som blev en politiskt motiverad författare och delade sin farfars liberala och pacifistiska syn på politiken. Som en klar ateist, kan hans farfar också ha påverkat Elmer i sina känslor för religion då han vägrade att gå i hebreisk skola eller att ha en bar mitzva. Däremot var Rices relation till sin pappa mycket ytlig.
På grund av hans behov av att försörja sin familj när hans fars epilepsi försämrades, slutförde Rice inte gymnasiet, utan han tog ett antal enkla jobb innan han kunde fullgöra förberedelserna för sin juristutbildning. Även om han ogillade de juridiska studierna och tillbringade en stor del av lektionstid med annan läsning, tog han examen vid New York Law School 1912 och började en kortlivad juridiska karriär tills han lämnade yrket 1914. Hans två år på en advokatbyrå försåg honom dock med material för flera pjäser, som t. ex. Counsellor-at-Law ( 1931). Dramer i rättssalens miljö kom senare att bli hans specialitet.
För att kunna försörja sig började Rice att försöka skriva på heltid, vilket var ett lyckosamt beslut. Hans första pjäs, On trial (1915), blev en stor framgång och gick i 365 föreställningar. Den gick sedan på turné över hela USA och producerades även i Argentina, Österrike, Kanada, Frankrike, Tyskland, Nederländerna, Ungern, Irland, Japan, Mexiko, Norge, Skottland och Sydafrika.

### Karriär
Efter att ha skrivit fyra likartade pjäser, överraskade Rice sin publik 1923 med sitt nästa bidrag till teatern, den djärvt expressionistiske The Adding Machine, som han skrev på sjutton dagar. Det var en satir om den växande likriktning av livet i maskinåldern, och en berättelsen om liv, död och bisarra eftermäle hos en tråkig bok-keeper, Mr. Zero.
Rice var en produktiv, nästan outtröttliga författare. Hans pjäser under de kommande fem åren inkluderade oproducerade Sidewalks of  New York (1925), Is he Guilty?(1927) och The Gay White Way (1928) och två samarbeten, Wake Up, Jonathan (1928) med Hatcher Hughes, en idag okänd dramatiker och Cock Robin (1929) med Philip Barry, ett Broadwaynamn motsvarade Rices. Ingen av dessa pjäser var en framgång. Rice var vid det här laget, som en professionell dramatiker öppen för samarbete, och allt mer intresserade av att producera och regissera sina egna pjäser. På 1930-talet köpte han även en Broadwayscen, den berömda Belasco Theatre.
Rices andra fullträff (efter The Adding Machine) visade sig vara hans mest bestående litterära prestation. Ursprungligen med titeln Landscape with Figures, blev Street Scene (1929), senare föremål för en opera av Kurt Weill, och vann Pulitzerpriset för Drama för sin realistiska skildring av livet i slummen.
Rice var en också av de mer politiskt frispråkiga dramatikerna av sin tid och deltog aktivt i American Civil Liberties Union, the Authors' League, the Dramatists’ Guild och PEN. Han var den förste chefen för New York-kontoret av Federal Theatre Project , men avgick 1936 i protest regeringens censur av projektets "Living Newspaper" med dramatisering av Mussolinis invasion av Etiopien. Som en frispråkig försvarare av yttrandefriheten, lämnade han den positionen med stort förakt för Roosevelt-administrationens ansträngningar för att kontrollera det konstnärliga uttrycket. (Rice hade 1932 motvilligt stött kommunistpartiets kandidat i presidentvalet, eftersom han fann Hoover och Roosevelt lika misshagliga alternativ med en otillräcklig förståelse av krisen som landet stod inför, men i efterföljande val blev han en FDR supporter). Han talade också mot McCarthyismen på 1950-talet.